# Брацигово
Брацигово (буг. Брацигово) је градић у Републици Бугарској, у средишњем делу земље. Град са околним селима чини истоимену општину Брацигово у оквиру Пазарџичке области.

## Географија
Град Брацигово се налази у средишњем делу Бугарске. Од главног града Софије град је удаљен 130 km југоисточно, а од обласног средишта, града Пазарџика, 23 km јужно.
Брацигово се сместило на приближно 400 м надморске висине, изнад долине Марице. Јужно од града издижу се Родопи.
Клима у граду је континентална.

## Историја
Окружење Брацигова је насељено још у време Трачана. Касније овим простором владају стари Рим, Византија, средњовековна Бугарска, Османско царство.
Турци Османлије освајају област Брацигова крајем 14. века. Турска владавина трајала је пет векова. Брацигово је коначно припојено Бугарској 1885. године.

## Становништво
| 1946. | 1956. | 1965. | 1975. | 1985. | 1992. | 2001. |
| ----- | ----- | ----- | ----- | ----- | ----- | ----- |
| 3.418 | 4.200 | 5.082 | 5.539 | 5.016 | 5.071 | 4.815 |

По проценама из 2010. године Брацигово је имало око 4.500 становника. Већина градског становништва су етнички Бугари. Остатак су махом Роми. Последњих 20-ак година град губи становништво због удаљености од главних токова развоја у држави.
Већинска вероисповест становништва је православна.

## Галерија
- Православна Црква св. Јована Крститеља
- Етно-наслеђе — кућа Попових
- Градска пошта
- Градско читалиште